# Tilletia sumatii
Tilletia sumatii är en svampart som först beskrevs av S.D. Patil & Gandhe, och fick sitt nu gällande namn av Vánky 1995. Tilletia sumatii ingår i släktet Tilletia och familjen Tilletiaceae.   Inga underarter finns listade i Catalogue of Life.